# Lucas Moreira Neves
Lucas Moreira Neves (São João del-Rei, 16 settembre 1925 – Roma, 8 settembre 2002) è stato un cardinale, arcivescovo cattolico e teologo brasiliano.

## Biografia
Figlio di Telêmaco Victor Neves e Margarida Alacoque Moreira Neves, il padre era bibliotecario del municipio di São João del-Rei, professore di musica e reggente, mentre la madre era insegnante di scuola elementare.
Entra giovanissimo nell'Ordine dei frati predicatori; dal 1945 al 1947 compie gli studi filosofici.
Dopo la solenne professione religiosa (7 marzo 1945) studia teologia presso l'école Théologique de Saint Maximin.
Viene ordinato presbitero il 9 luglio 1950. Dal 1952 al 1957 si occupa della formazione dei novizi a San Paolo. In seguito viene trasferito a Rio de Janeiro dove assume altri incarichi.
Il 26 agosto 1967 è consacrato vescovo ausiliare di San Paolo dal cardinale Agnelo Rossi.
Nel 1972 è nominato consultore del Consilium de laicis, mentre l'anno successivo membro del Comitato per la famiglia.
Il 15 ottobre 1979 papa Giovanni Paolo II lo nomina segretario della Congregazione per i vescovi e contestualmente segretario del Collegio cardinalizio.
Il 9 luglio 1987 viene nominato arcivescovo di San Salvador di Bahia e primate del Brasile. Papa Giovanni Paolo II lo eleva al rango di cardinale nel concistoro del 28 giugno 1988.
Dieci anni dopo, nel 1998 lo stesso papa lo chiama in Curia a Roma, dove ritorna in qualità di prefetto della Congregazione per i Vescovi. Il 25 giugno 1998 è elevato all'ordine dei cardinali vescovi, titolare della Sede suburbicaria di Sabina-Poggio Mirteto.
Malato, si ritira al compimento del 75º anno d'età, nel 2000.
Si spegne l'8 settembre 2002, dovendo compiere la settimana successiva 77 anni.
Le esequie si svolgono l'11 settembre alle ore 17:30 all'altare della Confessione della basilica di San Pietro. La liturgia esequiale è presieduta dal Santo Padre Giovanni Paolo II, che ha tenuto l'omelia e il rito dell'ultima commendatio e della valedictio. La liturgia eucaristica è celebrata dal cardinale Joseph Ratzinger, vice-decano del Collegio cardinalizio. Viene successivamente sepolto nella cattedrale della Trasfigurazione del Signore.

## Genealogia episcopale e successione apostolica
La genealogia episcopale è:
- Cardinale Scipione Rebiba
- Cardinale Giulio Antonio Santori
- Cardinale Girolamo Bernerio, O.P.
- Arcivescovo Galeazzo Sanvitale
- Cardinale Ludovico Ludovisi
- Cardinale Luigi Caetani
- Cardinale Ulderico Carpegna
- Cardinale Paluzzo Paluzzi Altieri degli Albertoni
- Papa Benedetto XIII
- Papa Benedetto XIV
- Papa Clemente XIII
- Cardinale Bernardino Giraud
- Cardinale Alessandro Mattei
- Cardinale Pietro Francesco Galleffi
- Cardinale Giacomo Filippo Fransoni
- Cardinale Carlo Sacconi
- Cardinale Edward Henry Howard
- Cardinale Mariano Rampolla del Tindaro
- Cardinale Rafael Merry del Val
- Arcivescovo Duarte Leopoldo e Silva
- Arcivescovo Paulo de Tarso Campos
- Cardinale Agnelo Rossi
- Cardinale Lucas Moreira Neves, O.P.

La successione apostolica è:
- Vescovo Tarcisio Pisani, O.M. (1982)
- Vescovo Lino Esterino Garavaglia, O.F.M.Cap. (1986)
- Vescovo Czeslaw Stanula, C.SS.R. (1989)
- Arcivescovo José Antônio Aparecido Tosi Marques (1991)
- Arcivescovo José Carlos Melo, C.M. (1991)
- Vescovo André de Witte (1994)
- Vescovo Mauro Montagnoli, C.S.S. (1996)
- Vescovo Valerio Breda, S.D.B. (1997)
- Vescovo Gílio Felício (1998)
- Arcivescovo Walmor Oliveira de Azevedo (1998)
- Vescovo Pietro Farina (1999)
- Vescovo Lucio Angelo Renna, O.Carm. (1999)
- Arcivescovo Domenico Graziani (1999)
- Vescovo Lino Fumagalli (2000)
- Vescovo Antonino Migliore (2000)